# Misplaced
Misplaced is het vijfde album van de Italiaanse metalband DGM, uitgebracht in 2004 door Scarlet Records.

## Track listing
1. "Livin' on the Edge" — 5:05
2. "Is Hell Without Love?" — 5:12
3. "Through My Tears" — 4:34
4. "Still Believe" — 5:50
5. "Pride" — 4:53
6. "Amazing Journey" — 5:40
7. "A New Day's Coming" — 5:27
8. "Perennial Quest" — 4:02

## Band
- Titta Tani - zanger
- Diego Reali - gitarist
- Andrea Arcangeli - bassist
- Fabio Sanges - toetsenist
- Fabio Costantino - drummer